# Денди (Флорида)
Денди (англ. Dundee) — муниципалитет, расположенный в округе Полк (штат Флорида, США) с населением в 2912 человек по статистическим данным переписи 2000 года.

## География
По данным Бюро переписи населения США муниципалитет Денди имеет общую площадь в 11,14 квадратных километров, из которых 10,1 кв. километров занимает земля и 1,04 кв. километров — вода. Площадь водных ресурсов округа составляет 9,34 % от всей его площади.
Муниципалитет Денди расположен на высоте 49 м над уровнем моря.

## Демография
По данным переписи населения 2000 года в Денди проживало 2912 человек, 811 семей, насчитывалось 1123 домашних хозяйств и 1457 жилых домов. Средняя плотность населения составляла около 261,4 человек на один квадратный километр. Расовый состав населённого пункта распределился следующим образом: 69,92 % белых, 22,05 % — чёрных или афроамериканцев, 0,14 % — коренных американцев, 0,93 % — азиатов, 0,03 % — выходцев с тихоокеанских островов, 1,37 % — представителей смешанных рас, 5,56 % — других народностей. Испаноговорящие составили 11,37 % от всех жителей.
Из 1123 домашних хозяйств в 28,3 % воспитывали детей в возрасте до 18 лет, 55,7 % представляли собой совместно проживающие супружеские пары, в 13,2 % семей женщины проживали без мужей, 27,7 % не имели семей. 24,1 % от общего числа семей на момент переписи жили самостоятельно, при этом 14,3 % составили одинокие пожилые люди в возрасте 65 лет и старше. Средний размер домашнего хозяйства составил 2,57 человек, а средний размер семьи — 3,04 человек.
Население муниципалитета по возрастному диапазону по данным переписи 2000 года распределилось следующим образом: 26,0 % — жители младше 18 лет, 6,9 % — между 18 и 24 годами, 23,0 % — от 25 до 44 лет, 20,9 % — от 45 до 64 лет и 23,2 % — в возрасте 65 лет и старше. Средний возраст жителей составил 40 лет. На каждые 100 женщин в Денди приходилось 91,8 мужчин, при этом на каждые сто женщин 18 лет и старше приходилось 87,7 мужчин также старше 18 лет.
Средний доход на одно домашнее хозяйство составил 29 174 доллара США, а средний доход на одну семью — 33 831 доллар. При этом мужчины имели средний доход в 30 218 долларов США в год против 20 449 долларов среднегодового дохода у женщин. Доход на душу населения составил 29 174 доллара в год. 11,8 % от всего числа семей в населённом пункте и 12,8 % от всей численности населения находилось на момент переписи населения за чертой бедности, при этом 19,3 % из них были моложе 18 лет и 11,8 % — в возрасте 65 лет и старше.